# Dřínov, Mělník
Dřínov là một làng thuộc huyện Mělník, vùng Středočeský, Cộng hòa Séc.